# Jens Johansson

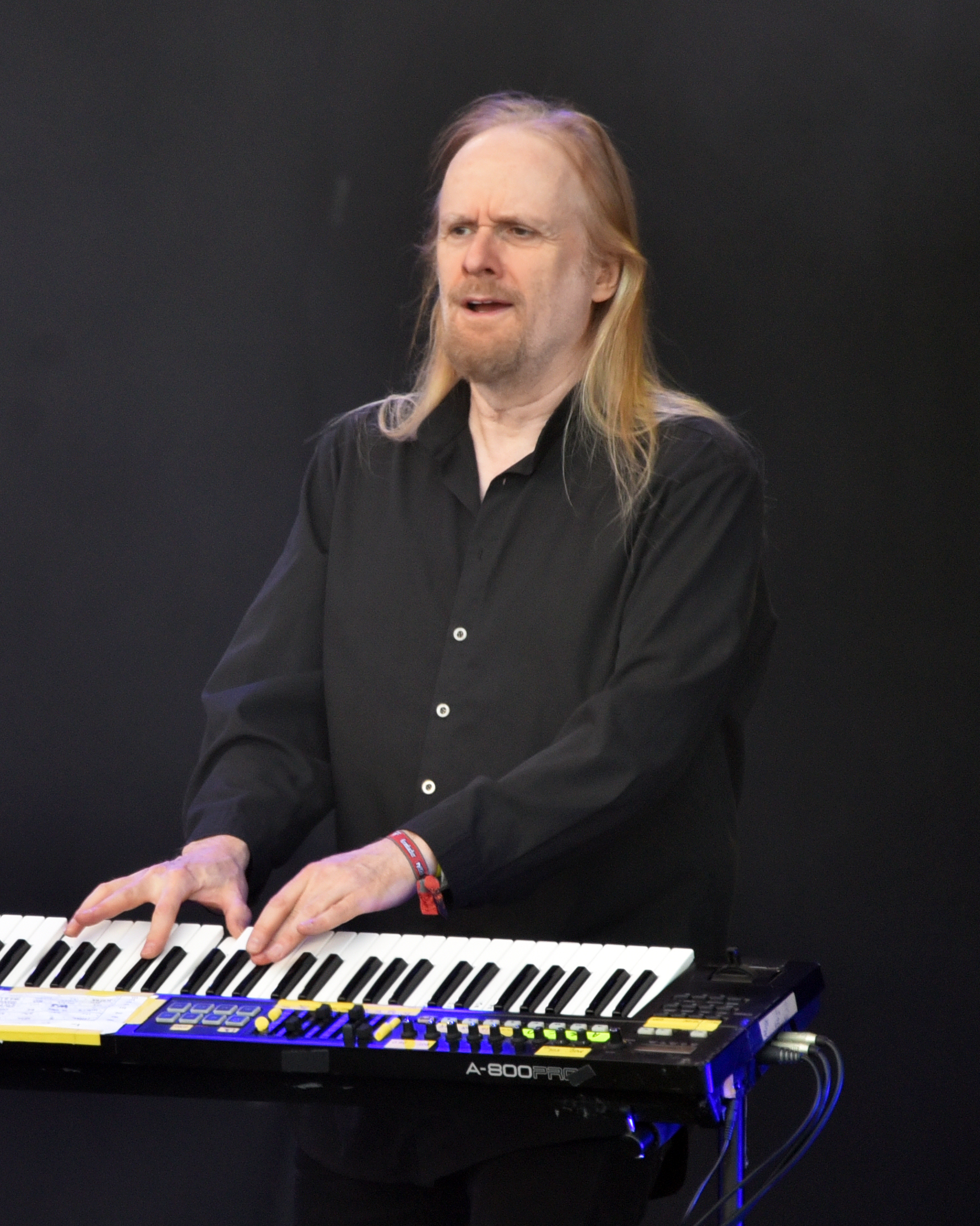
Jens Johansson, 2022

Jens Johansson (* 2. November 1963 in Stockholm) ist ein schwedischer Keyboarder im Power-Metal-Bereich und war einer der ersten Pianisten, die das Shredding der Gitarre beim Keyboard angewendet haben. Johansson ist ebenfalls bekannt für seine Nutzung eines geneigten Stativs. Er hat mehrere bekannte Keyboarder geprägt, unter anderem Janne Wirman von Children of Bodom, welcher ein ähnliches Stativ verwendet und Johanssons Sounds bei manchen Stücken einsetzt.

## Leben
Johansson ist der Sohn des Jazz-Pianisten Jan Johansson und der jüngere Bruder Anders Johanssons, welcher Schlagzeug bei Hammerfall spielt. 1982 spielte er in einer klassischen Jazz-Band namens Slem, begann aber später bei der Metal-Band Silver Mountain, wo sein Bruder ebenfalls spielte. 1983 zog er nach Kalifornien und kam als Keyboarder in die Yngwie-Malmsteen-Band. Johansson spielte mit Yngwie diverse Auftritte und wirkte bis zum Jahr 1989 bei vielen seiner Alben mit, danach spielte er bis 1990 mit der Band Dio, dann begann er wie sein Bruder die Zusammenarbeit mit Jonas Hellborg. In dieser Besetzung nahmen sie diverse Alben auf.
Im Jahr 1993 gründeten Anders und Jens Johansson nebenbei ihre eigene Blues-Metal-Band The Johansson Brothers, bis sie 1996 in anderer Formation das Album Sonic Winter mit Yngwie als Gastmusiker an der Gitarre aufnahmen. Sein letztes Album The Last Viking ist ein am Thema Europa orientiertes Album, mit Michael Romeo und Göran Edman als Gastmusiker.
Er trat 1995 der Power-Metal-Band Stratovarius bei. Seit 2015 gehört er zur neuen Besetzung von Ritchie Blackmores Band Rainbow.

## Equipment
Johansson hat sehr viele Synthesizer während seiner Musikkarriere gespielt. Seine Lieblingssynthesizer sind das Korg Polysix, das Yamaha DX7, die Matrix Serie der Firma Oberheim sowie das Roland JV-1080. Johansson ist ein großer Computer-Fan und programmiert seine Keyboards selbst mit eigenen Sounds. Die von ihm programmierten Patches haben sich zum Standard für Keyboardsoli im Metal entwickelt. Sowohl Janne Wirman von Children of Bodom als auch Henrik Klingenberg von Sonata Arctica spielen nahezu alle Soli mit dem klassischen originalen „Jens-Patch“.

## Bandmitgliedschaft
Timeline

## Diskografie

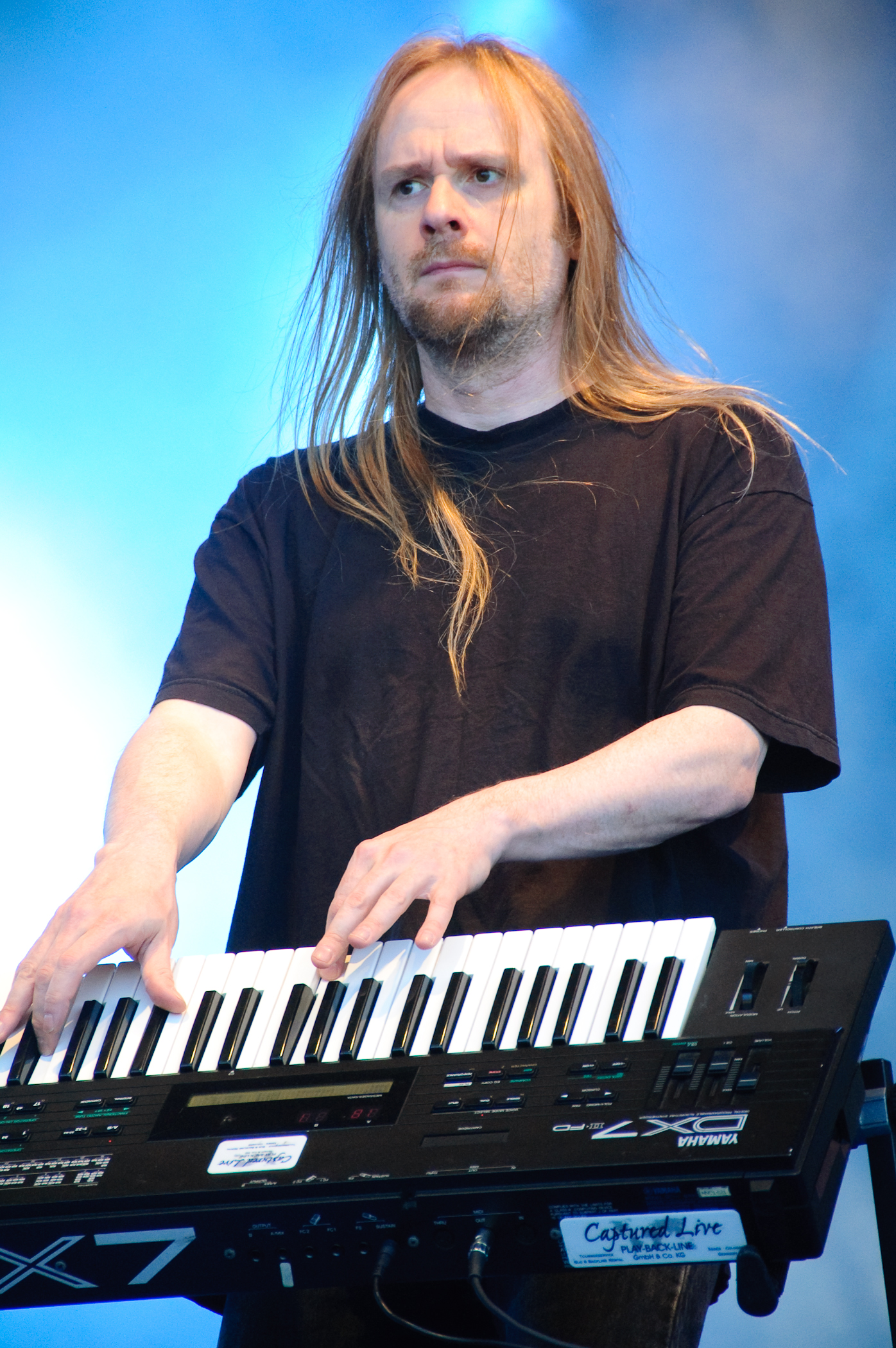
Jens Johansson, 2009

### Mit Stratovarius
- Episode (1996)
- Visions (1997)
- Visions of Europe (1998)
- Destiny (1998)
- Infinite (2000)
- Intermission (2001)
- Elements, Pt. 1 (2003)
- Elements, Pt. 2 (2003)
- Stratovarius (2005)
- Polaris (2009)
- Elysium (2011)
- Nemesis (2013)
- Eternal (2015)

### Mit Yngwie Malmsteen
- Rising Force (1984)
- Marching Out (1985)
- Trilogy (1986)
- Odyssey (1988)
- Trial by Fire (1989)
- Inspiration (1996)

### Mit Anders Johansson
- Anders Johansson: Shu-Tka (1992)
- The Johansson Brothers (1994)
- Anders Johansson, Jens Johansson and Allan Holdsworth: Heavy Machinery (1996)
- Anders Johansson: Red Shift (1997)
- Johansson: Sonic Winter (1997)
- Johansson: The Last Viking (1999)

### Mit anderen Künstlern
- Silver Mountain: Shakin' Brains (1983)
- Erik Borelius: Fantasy (1988)
- Dio: Lock Up the Wolves (1990)
- Deadline: Dissident (1991)
- Stephen Ross: Midnight Drive (1991)
- Ginger Baker: Unseen Rain (1992)
- RAF: Ode to a Tractor (1992)
- Shining Path: No Other World (1992)
- Jonas Hellborg Group: E (1993)
- Snake Charmer: Smoke and Mirrors (1993)
- Dave Nerge's Bulldog: The Return of Mr. Nasty (1994)
- Robert Blennerhed: Seven (1994)
- Smoke on the Water – A Tribute (1994)
- Tony MacAlpine: Premonition (1994)
- Itä-Saksa: Let's Kompromise (1998)
- Snake Charmer: Backyard Boogaloo (1998)
- Benny Jansson: Flume Ride (1999)
- Blackmore’s Night: Under a Violet Moon (1999)
- Mastermind [USA]: Excelsior! (1999)
- Roland Grapow: Kaleidoscope (1999)
- Mastermind [USA]: Angels of the Apocalypse (2000)
- Einstein: Einstein Too (2001)
- La Leyenda Continua: Tributo a Rata Blanca (2001)
- Silver Mountain: Breakin' Chains (2001)
- Andy West with Rama: Rama 1 (2002)
- Arjen Lucassen: Star One: Space Metal (2002)
- Benny Jansson: Save the World (2002)
- Aina: Days of Rising Doom (2003)
- Barilari (2003)
- Sonata Arctica: Winterheart's Guild (2003)
- Mastermind (Japanese): To the World Beyond (2004)
- Spastic Ink: Ink Compatible (2004)
- Kamelot: The Black Halo (2005)